# Luiza Galiulina

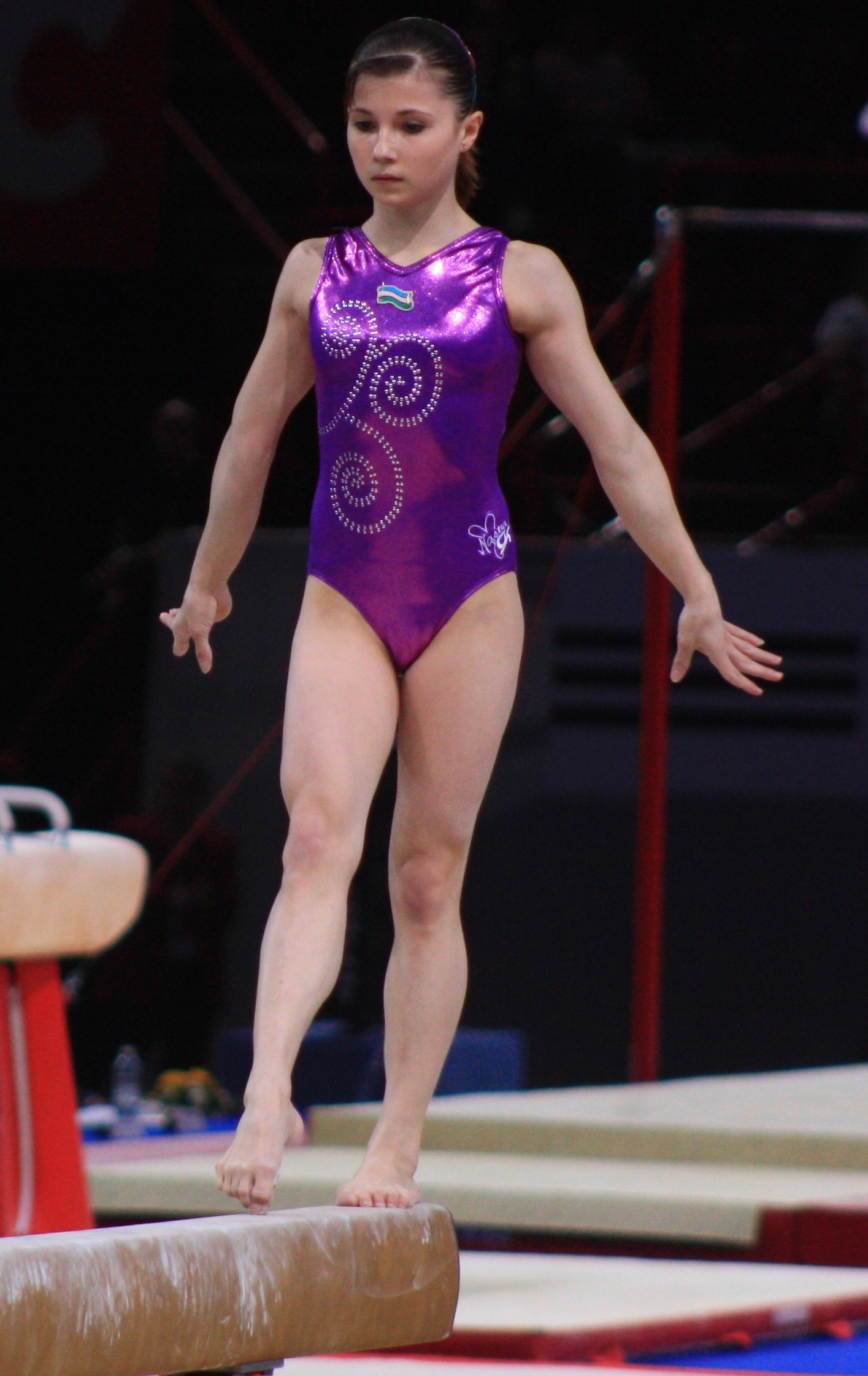
Luiza Galiulina (2010)

Luiza Galiulina (* 23. Juni 1992 in Taschkent) ist eine usbekische Kunstturnerin.
Sie nahm 2008 an den Olympischen Spielen in Peking teil, bei denen sie im Mehrkampf den 59. Platz belegte. Danach trat sie bei den Weltmeisterschaften 2009, 2010 und 2011 an, konnte jedoch kein Geräte-Finale erreichen. Bei den Asienspielen 2010 gewann Galiulina sowohl am Schwebebalken als auch mit der Mannschaft die Bronzemedaille. 2012 qualifizierte sie sich für die Olympischen Spiele und war bereits in London akkreditiert. Noch vor Beginn der Wettkämpfe wurde sie allerdings bei einer Trainingskontrolle positiv auf Furosemid getestet und für zwei Jahre gesperrt.